# Miss Earth México 2024
Miss Earth México 2024 fue la 16.ª edición del certamen Miss Earth México la cual se realizó en el Teatro Universitario de la Universidad Autónoma de Tlaxcala en la ciudad de Tlaxcala, Tlaxcala el sábado 7 de septiembre de 2024. Diecinueve candidatas de toda la República Mexicana compitieron por el título nacional, el cual fue ganado por Patricia Lagunes de Tamaulipas quien compitió en Miss Tierra 2024 en Filipinas. Lagunes fue coronada por Palmira Ruiz Miss Supranational México 2021, convirtiéndose en la cuarta tamaulipeca en ir a Miss Tierra. 
Daniela Landín Miss Earth México 2023 no entregó su corona nacional ya que se encontraba compitiendo la misma noche en el certamen Miss Universe Mexico 2024.
Durante la noche final se entregaron diversos títulos de los cuales la organización tiene franquicia, los cuales fueron: Leonor Rodríguez de Baja California como Miss Environment México quien representaría al país en el evento internacional durante octubre en India, sin embargo debido al cambio de fechas y perdida de la franquicia no pudo asistir. Siu Cotero de Sinaloa como The Miss Globe México quien representaría al país en el evento internacional a finales de octubre en Albania, no asistió al evento debido a la falta de patrocinadores. Fernanda Manríquez de Michoacán como Miss Celebrity México quien representaría al país en el evento internacional a finales de octubre, no asistió al evento y en su lugar sería enviada Samantha Pineda de Morelos, sin embargo tampoco pudo asistir debido a que la visa para viajar a Vietnam llegó después de su vuelo. Cristina González de Tlaxcala como Miss Freedom México quien representará al país en Miss Freedom of the World 2025 en Kosovo. Esther Cárdenas de Nayarit como Miss Polo México quien representó al país en Miss Polo International 2024 en Dubai logrando colocarse como 2.ª Finalista, posteriormente en abril del 2025 fue nombrada 1.ª Finalista luego de la destitución de la ganadora original. Alejandra Luna de Coahuila como Miss Panamerican México quien representó al país en Miss Panamerican International 2025 en Estados Unidos logrando colocarse dentro del Top 8. Diana Reyes de Guerrero como Miss Eco México quien representó al país en Miss Eco International 2025 en Egipto logrando colocarse dentro del Top 21 y obteniendo la corona de Miss Eco Americas. 
En octubre del 2023, durante la final estatal de Miss Earth Morelos 2024 y debido a la calidad de las candidatas, Samantha Pineda fue elegida para representar al país en Miss Multinational 2023 en India, sin embargo el evento internacional se pospuso hasta nuevo aviso, siendo 2025 su participación.

## Resultados
| Posición               | Candidata |
| Miss Earth México 2024 | - Tamaulipas - Patricia Lagunes |
| Miss Earth Air 2024    | - San Luis Potosí - Ximena Cervantes |
| Miss Earth Water 2024  | - Quintana Roo - Janet Bernárdez |
| Miss Earth Fire 2024   | - Durango - Diana Barboza |
| Top 15                 | - Baja California - Leonor Rodríguez Δ - Ciudad de México - Gabriela Lara - Coahuila - Alejandra Luna Δ - Guerrero - Diana Reyes Δ - Michoacán - Fernanda Manríquez Δ - Morelos - Samantha Pineda - Nayarit - Esther Cárdenas Δ - Sinaloa - Siu Cotero Δ - Tabasco - Liliana López - Tlaxcala - Cristina González Δ - Veracruz - Naomy Cámara |

- Δ Ganadoras de títulos nacionales secundarios.

## Áreas de competencia

### Semifinal
La competencia semifinal se realizó en el Salón Candiles de la Hacienda Soltepec de la ciudad de Humantla, Tlaxcala el martes 3 de septiembre, cinco días antes de la competencia final. Previo al final del evento, todas las candidatas compitieron en traje de baño y traje de noche como parte de la selección de las candidatas quienes completarían el top de semifinalistas en la noche final. Así mismo se llevaron a cabo las semifinales de trajes típicos y proyecto ecológico.

### Final
La gala final fue transmitida en vivo a través de Facebook para todo México desde el Teatro Universitario de la Universidad Autónoma de Tlaxcala en la ciudad de Tlaxcala, Tlaxcala el sábado 7 de septiembre de 2024. La conducción del evento estuvo a cargo de Palmira Ruiz. Toda las candidatas desfilaron en vestido de cocktail, traje de baño y vestido de noche para ser evaluadas y definir el top final, para elegir a la ganadora de Miss Earth México.

### Premios Especiales
| Estado                    | Candidata                            |
| Miss Amistad              | - Ciudad de México - Gabriela Lara   |
| Miss Fotogénica           | - San Luis Potosí - Ximena Cervantes |
| Miss Elegancia            | - Yucatán - Valentina Almeida        |
| Debate Ecológico          | - Tamaulipas - Patricia Lagunes      |
| Resort Wear               | - San Luis Potosí - Ximena Cervantes |
| Fashion Show              | - Guerrero - Diana del Rey           |
| Mejor Traje Reciclado     | - Tlaxcala - Cristina González       |
| Mejor en Vestido de Noche | - Michoacán - Fernanda Manríquez     |

## Candidatas
| Estado           | Candidata                       | Edad | Residencia       |
| Baja California  | Leonor Rodríguez                | 20   | Mexicali         |
| Ciudad de México | Gabriela Lara                   | 24   | Ciudad de México |
| Coahuila         | Jazmin Alejandra Luna Mesa      | 20   | Monclova         |
| Durango          | Diana Laura Barboza Martínez    | 23   | Gómez Palacio    |
| Estado de México | Gabriela González Torres        | 23   | Lerma            |
| Guerrero         | Diana Reyes Duque               | 26   | Zihuatanejo      |
| Hidalgo          | Alizon Aislinn Pérez Méndez     | 19   | Pachuca          |
| Michoacán        | Fernanda Manríquez              | 26   | Queréndaro       |
| Morelos          | Samantha Pineda Farfán          | 28   | Cuernavaca       |
| Nayarit          | Esther Cárdenas Camacho         | 25   | Tepic            |
| Nuevo León       | Alejandra Hernández             | 26   | Monterrey        |
| Quintana Roo     | Janet Bernárdez                 | 19   | Cancún           |
| San Luis Potosí  | Ximena Kareli Cervantes Ruiz    | 23   | San Luis Potosí  |
| Sinaloa          | Siu Ling Cotero Chio            | 24   | Mazatlán         |
| Tabasco          | Liliana Guadalupe López Morales | 19   | Huatusco         |
| Tamaulipas       | Patricia Ramos Lagunes          | 22   | Alvarado         |
| Tlaxcala         | Cristina González Contreras     | 26   | Apizaco          |
| Veracruz         | Naomy Cámara Ortiz              | 22   | Alvarado         |
| Yucatán          | Valentina Almeida               | 19   | Mérida           |

## Sobre los Estados en Miss Earth México 2024

### Reemplazos
- Baja California - Lizbeth Tom renunció al título estatal y a su participación en la competencia nacional debido a cuestiones personales. Fue reemplazada por Leonor Rodríguez.
- Guerrero - Jessica Meza renunció al título estatal y a su participación en la competencia nacional debido a cuestiones personales. Participará en la edición 2025. Fue reemplazada por Diana Reyes.
- Hidalgo - Jheyra Piña renunció al título estatal y a su participación en la competencia nacional debido a cuestiones personales. Fue reemplazada por Aislinn Pérez.
- Morelos - Valeria González renunció al título estatal y a su participación en la competencia nacional debido a cuestiones personales. Fue reemplazada por Samantha Pineda.
- Sinaloa - Ángela Yuriar renunció al título estatal y a su participación en la competencia nacional debido a cuestiones personales. Fue reemplazada por Siu Cotero.[7]

### Estados que se retiran de la competencia
- Aguascalientes - Ashley Álvarez renunció al título estatal y a su participación en la competencia nacional, se desconocen las causas.
- Baja California Sur - Elizabeth Félix renunció al título estatal y a su participación en la competencia nacional, se desconocen las causas.
- Chihuahua
- Jalisco - Oggy García renunció al título estatal y a su participación en la competencia nacional debido su integridad personal denunciando cero tolerancia al fraude y acoso. A su vez, ella había reemplazado a Gabriela Benavidez como reina titular.[8]
- Puebla -Ingrid Salazar renunció al título estatal y a su participación en la competencia nacional, se desconocen las causas.

### Estados que regresan a la competencia
- Compitieron por última vez en 2019
  -  Durango
  -  Nayarit
  -  Tabasco

- Compitieron por última vez en 2021
  -  Estado de México

## Crossovers
| Miss Tierra - 2024: Tamaulipas - Patricia Lagunes Miss Polo International - 2024: Nayarit - Esther Cárdenas (1.ª Finalista) Miss Eco Internacional - 2025: Guerrero - Diana Reyes (Top 21) Miss Freedom of the World - 2025: Tlaxcala - Cristina González (Por Competir) Miss Panamerican International - 2025: Coahuila - Alejandra Luna (Top 8) The Miss Globe - 2024: Sinaloa - Siu Cotero (No Compitió) Miss Environment International - 2024: Baja California - Leonor Rodríguez (No Compitió) Miss Celebrity International - 2024: Morelos - Samantha Pineda (No Compitió) Miss Multinational - 2025: Morelos - Samantha Pineda (Por Competir) Reina Internacional de la Ganadería - 2023: Nayarit - Esther Cárdenas Reina Internacional del Pacífico - 2025: Guerrero - Diana Reyes - 2025: Nayarit - Esther Cárdenas (1.ª Princesa) - 2023: Nayarit - Esther Cárdenas Reina de las Américas - 2023: Guerrero - Diana Reyes Miss Earth México - 2023: Guerrero - Diana Reyes Miss Model México - 2022: Nayarit - Esther Cárdenas (Ganadora) - Representando a Sinaloa CNB México - 2025: Estado de México - Gabriela González (Por Competir) Señorita Turismo México - 2023: Tabasco - Liliana Morales Miss Petite México - 2018: Tlaxcala - Cristina González | Miss Mundo Prehispánico México - 2019: Tlaxcala - Cristina González Miss Hispanoamérica México - 2022: Guerrero - Diana Reyes (Reina de las Américas México) Señorita Filantropía Altruistic R. México - 2021: Guerrero - Diana Reyes (Ganadora) Miss Earth Guerrero - 2023: Guerrero - Diana Reyes (Designada) Miss Earth Morelos - 2024: Morelos - Samantha Pineda (Miss Multinational México) Miss Earth Veracruz - 2024: Tabasco - Liliana Morales (Miss Earth Tabasco) - 2024: Tamaulipas - Patricia Lagunes (Miss Earth Tamaulipas) Miss Ciudad de México - 2023: Ciudad de México - Gabriela Lara Miss Estado de México - 2023: Estado de México - Gabriela González - 2019: Estado de México - Gabriela González Miss Michoacán - 2023: Michoacán - Fernanda Manríquez CNB Estado de México - 2025: Estado de México - Gabriela González (Designada) Miss Latina Sinaloa - 2021: Nayarit - Esther Cárdenas (Ganadora) Miss Hispanoamérica Guerrero - 2022: Guerrero - Diana Reyes (Designada) Señorita Turismo Veracruz - 2023: Tabasco - Liliana Morales (Ganadora) Miss Petite Tlaxcala - 2018: Tlaxcala - Cristina González (Designada) Miss Petite Mundo Prehispánico Tlaxcala - 2019: Tlaxcala - Cristina González (Designada) Reina del Carnaval de Mazatlán - 2024: Sinaloa - Siu Cotero (Reina de los Juegos Florales) Reina del Club de Leones Apizaco - 2016: Tlaxcala - Cristina González (Ganadora) Señorita Facultad Libre de Derecho Tlaxcala - 2017: Tlaxcala - Cristina González (Ganadora) |